# One Penn Plaza

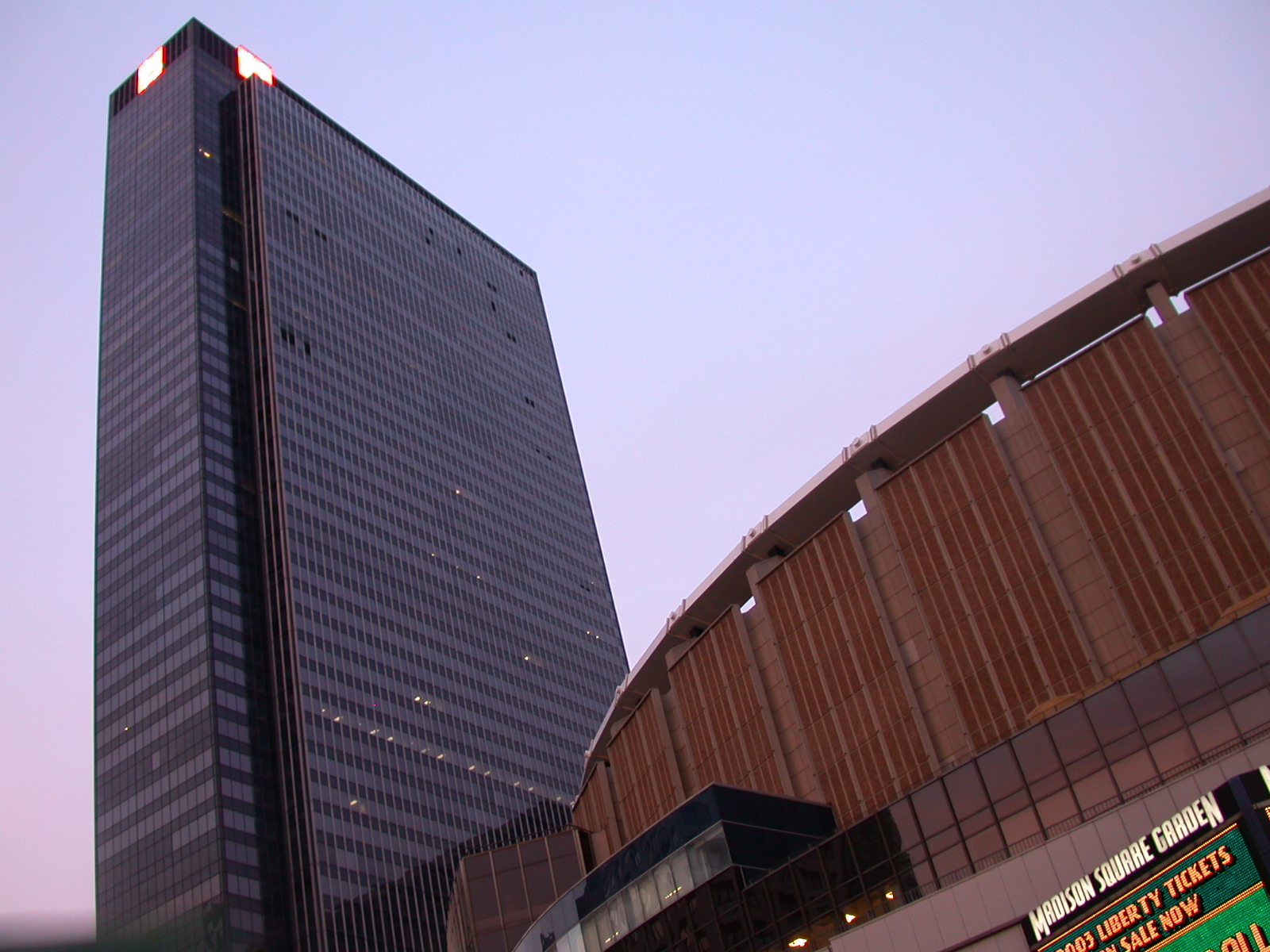
Está situado al lado de Madison Square Garden

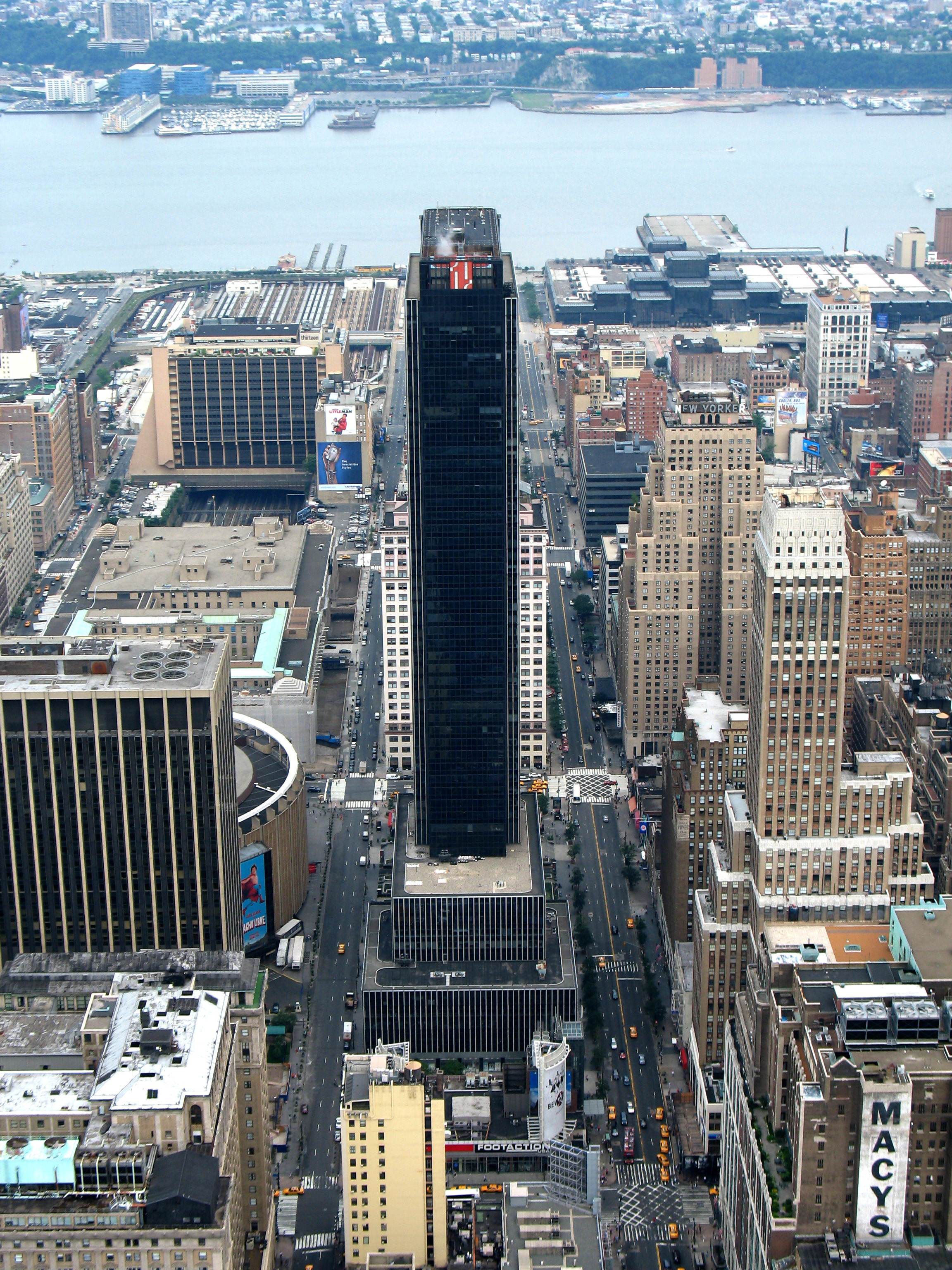
One Penn Plaza vista desde el este

One Penn Plaza (también conocido como 1 Penn Plaza) es un rascacielos de Nueva York, situado entre las calles 33 y 34, al oeste de la Séptima Avenida, y al lado de la Pennsylvania Station y Madison Square Garden.  Es el edificio más alto en el complejo de edificios de oficinas, hoteles e instalaciones de ocio Pennsylvania Plaza. La dirección oficial es 250 W 34th Street, New York, NY 10001

## Historia
El rascacielos fue diseñado por Kahn & Jacobs y completado en 1972. Alcanza 750 ft (229 m) con 57 plantas. La torre tiene tres retranqueos en las plantas 7, 14 y 55. Desde su localización en el lado oeste de Manhattan, la mayoría de los inquilinos de cara al sur, al oeste y al norte tienen vistas sin obstrucciones del Río Hudson.
One Penn Plaza es actualmente propiedad de Vornado Realty Trust. Era anteriormente propiedad de Helmsley-Spear Inc., y el edificio fue vendido por Leona Helmsley y sus socios por $420 millones a finales de la década de 1990.
Más del 80 por ciento de la acción en la película independiente de 2011 Margin Call fue grabado en la planta 42 del edificio, que había sido desocupada recientemente por una empresa comercial.

## Arquitectura
El edificio tiene 14 entradas y 44 ascensores en siete grupos. Un aparcamiento de coches subterráneo provee 695 espacios para coches y es accessible tanto desde la Calle 33 como desde la 34. Pasillos directos en cada extremo del edificio proveen conexiones subterráneas a la galería subterránea Long Island Rail Road de Pennsylvania Station, que se sitúa una manzana al sur. La planta baja está alquilada a varios ocupantes comerciales, incluyendo la planta superior a una tienda K-Mart de cuatro plantas y 142 000 pies cuadrados (13 200 m²) (ocupada antiguamente por Woolworth), y un restaurante.
Una plaza pública y fuente se sitúan en el extremo occidental del edificio. Al contrario que las fuentes tradicionales, se dispensa vapor en verano y niebla en invierno para prevenir que el agua salpique durante condiciones de viento rachheado.
One Penn Plaza está construido con acero laminado y hormigón, con vidrio solar gris y aluminio anodizado en los muros exteriores. Hay planes para instalar una planta de cogeneración en 2009.

## Ocupantes
- Parsons Brinckerhoff tiene su sede en One Penn Plaza.
- La Oficina de Nueva York de URS Corporation ocupa la mayor parte de las plantas 6 y 7 de One Penn Plaza.
- Riverbed Technology, the global IT performance leader, ocupa una suite de oficinas en la planta 17.
- Cookie Jar Entertainment tiene una oficina en la Suite 3324.[7]
- Milliman, Inc., una consultora mundial, ocupa la planta 38.
- Rockwell Securities, una empresa de inversiones, ocupa la planta 16.
- Cisco Systems, Inc., una empresa de telefonía y redes del Fortune 500, ocupa la planta 9.
- DLB Associates, los ingenieros mecánicos y eléctricos de la mayoría de centros de datos de Google de todo el mundo, ocupa la planta 26.